# هیلتون باندونگ
هیلتون باندونگ هتل و آسمان‌خراشی واقع در باندونگ در جاوه غربی اندونزی است. این هتل در مرکز شهر واقع شده است. ساخت و ساز این ساختمان در سال ۲۰۰۷ شروع شد و در ۲۰۰۹ به پایان رسید.